# Vena cerebri magna

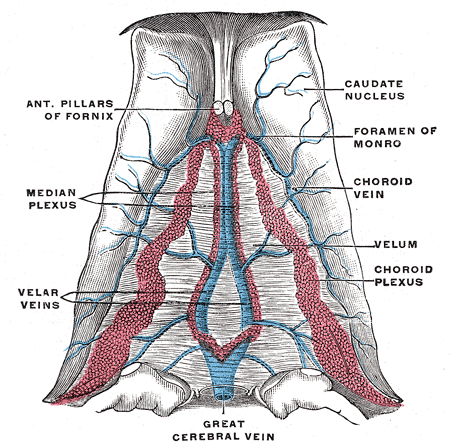
Vena cerebri magna („great cerebral vein“)

Die Vena cerebri magna (oder Vena magna cerebri; lateinisch für „große Gehirnvene“), auch Vena Galeni oder Galen-Vene (nach dem Arzt und Anatom Galenos) genannt, gehört zu den inneren Abflussgefäßen des Gehirns. Sie ist eine unpaare Vene im Dach des Dritten Ventrikels (Ventriculus tertius) im menschlichen Gehirn, die durch den Zusammenfluss der beiden inneren Hirnvenen (Venae internae cerebri) entsteht und in den unpaaren Sinus rectus mündet.
Zu ihrem Zuflussgebiet gehören die Basalganglien, der Thalamus, das Marklager und die Seitenventrikel. Aus der hinteren Balkenvene (Vena posterior corporis callosi) gibt es einen direkten Zufluss. Ebenso endet in der Vena magna die paarige von der Substantia perforata anterior kommende Vene an der Hirnbasis, die Vena basalis, nach dem Anatom Friedrich Rosenthal auch Rosenthal-Vene genannt.